# Letlands fodboldlandshold
Letlands fodboldlandshold (lettisk: Latvijas futbola izlase) er det nationale fodboldhold i Letland, og landsholdet bliver administreret af Latvijas Futbola Federācija. Holdet har aldrig deltaget ved VM, men har én gang (2004) været med ved EM.
Fra 1940 til 1992 var holdet en del af Sovjetunionens fodboldlandshold.

## Historie
Efter Sovjetunionens opløsning ved udgangen af 1991 blev Letlands fodboldforbund optaget i FIFA i 1992, tidsnok til at deltage i kvalifikationen til VM i 1994. Her spillede holdet i sin første betydende landskamp nogensinde 0-0 mod de regerende europamestre fra Danmark i Riga. Det blev dog ikke til kvalifikation til slutrunden, og det samme var tilfældet ved de kommende EM- og VM-kvalifikationsrunder.
Letland overraskede imidlertid alle, da holdet sensationelt kvalificerede sig til EM i 2004 i Portugal. Holdet sluttede, foran blandt andet Polen, på andenpladsen i sin kvalifikationspulje, og skulle herefter ud i to playoff-kampe mod Tyrkiet. Efter at have vundet det første opgør i Riga 1-0 kom letterne bagud 2-0 i returopgøret i Istanbul. Med to mål inden for den sidste halve time fik man dog kæmpet sig tilbage og med en samlet 3-2 kvalificeret sig til slutrunden.
Letterne blev ved slutrunden sat i en hård pulje med henholdsvis Tyskland, Tjekkiet og Holland. I åbningskampen mod tjekkerne var holdet foran 1-0 ved pausen, men blev besejret 2-1 på et sejrsmål fem minutter før tid. Anden kamp mod de tredobbelte europamestre fra Tyskland endte med en 0-0 pointdeling, og det første slutrundepoint nogensinde til Letland. Herefter var man dog chanceløs mod Holland, som vandt 3-0, og Letland sluttede på gruppens sidsteplads.
Siden EM-deltagelsen i 2004 har Letland ikke været i nærheden af slutrundekvalifikation, og blev slået ud op til både VM i 2006, EM i 2008 og VM i 2010.

## Turneringsoversigt

### Europamesterskaberne
| År   | Værtsland         | Letlands placering |
| ---- | ----------------- | ------------------ |
| 1996 | England           | Ikke kvalificeret  |
| 2000 | Belgien & Holland | Ikke kvalificeret  |
| 2004 | Portugal          | Indledende runde   |
| 2008 | Østrig & Schweiz  | Ikke kvalificeret  |

### Verdensmesterskaberne
| År   | Værtsland        | Letlands placering |
| ---- | ---------------- | ------------------ |
| 1994 | USA              | Ikke kvalificeret  |
| 1998 | Frankrig         | Ikke kvalificeret  |
| 2002 | Sydkorea & Japan | Ikke kvalificeret  |
| 2006 | Tyskland         | Ikke kvalificeret  |
| 2010 | Sydafrika        | Ikke kvalificeret  |

### Olympiske lege
| År   | Værtsby            | Letlands placering |
| ---- | ------------------ | ------------------ |
| 1996 | Atlanta, USA       | Ikke kvalificeret  |
| 2000 | Sydney, Australien | Ikke kvalificeret  |
| 2004 | Athen, Grækenland  | Ikke kvalificeret  |
| 2008 | Beijing, Kina      | Ikke kvalificeret  |

### FIFA Confederations Cup
| År   | Værtsland        | Letlands placering |
| ---- | ---------------- | ------------------ |
| 1995 | Saudi-Arabien    | Ikke kvalificeret  |
| 1997 | Saudi-Arabien    | Ikke kvalificeret  |
| 1999 | Mexico           | Ikke kvalificeret  |
| 2001 | Sydkorea & Japan | Ikke kvalificeret  |
| 2003 | Frankrig         | Ikke kvalificeret  |
| 2005 | Tyskland         | Ikke kvalificeret  |
| 2009 | Sydafrika        | Ikke kvalificeret  |